# کودکان ذرت ۶۶۶: بازگشت آیزاک
کودکان ذرت ۶۶۶: بازگشت آیزاک (انگلیسی: Children of the Corn 666: Isaac's Return) فیلمی در ژانر ترسناک است که در سال ۱۹۹۹ منتشر شد. از بازیگران آن می‌توان به ناتالی رمزی، جان فرانکلین، و نانسی آلن اشاره کرد.